# Johan Gry
Sven Johan Voland Alfsson Gry (født 19. marts 1962 i Helsingborg) er en svensk skuespiller. Han har blandt andet spillet hovedrollen som Erik Winter i tv-serien Kommissarie Winter, der er en bearbejdelse af Åke Edwardsons kriminalromaner. Gry har også medvirket i tv-serier som Skærgårdsdoktoren, Forbrydelsen og Beck.

## Udvalgt filmografi
- Rena rama Rolf (tv-serie, 1994)
- Polisen och pyromanen (tv-serie, 1996)
- Skærgårdsdoktoren (tv-serie, 1997)
- Vita lögner (tv-serie, 1999)
- Før stormen (2000)
- Kommissarie Winter (tv-serie, 2001-2004)
- Forbrydelsen (tv-serie, 2007)
- Irene Huss (tv-serie, 2008)
- Håll om mig (kortfilm, 2009)
- Kommissæren og havet (tv-serie, 2010)
- Nogle gange kommer vinteren om natten (kortfilm, 2011)
- Beck (tv-serie, 2018)
- Quick (2019)
- Forsvundne mennesker (tv-serie, 2022)